# Carl Engelhart
Carl Anton Friedrich Engelhart (* 8. April 1817 in Mühlhausen/Thüringen; † 30. Juni 1886 ebenda) war ein deutscher Politiker und von 1856 bis 1883 Bürgermeister seiner Heimatstadt sowie von 1861 bis 1883  Mitglied des Preußischen Herrenhauses.

## Leben
Carl Engelhart kam als drittes von acht Kindern des Notars Friedrich Gottlieb Engelhart und seiner Frau Dorothea Friederika (geb. Hoyer) zur Welt. Nachdem er, wie sein Vater, Rechtswissenschaften studiert hatte, wurde er zunächst Oberlandesgerichtsreferendar. Im Jahr 1845 wurde Engelhart in den Stadtrat von Mühlhausen gewählt und trat 1856 die Nachfolge des verstorbenen Karl Theodor Gier als Bürgermeister der Stadt an. Als Vertreter seiner Heimatstadt wurde er im Jahr 1861 Mitglied des preußischen Herrenhauses. Er war auch Mitglied im Provinziallandtag der Provinz Sachsen.  Am 28. Juni 1868 wurde er zum Oberbürgermeister von Mühlhausen ernannt. Er war der damit der Erste, der diese Amtsbezeichnung führen durfte.
Im Jahr 1883 zog sich Engelhart aus seinen politischen Ämter zurück – ihm folgte (sowohl als Bürgermeister, als auch als Mitglied des Herrenhauses) Bernhard Schweineberg. Engelhart verstarb drei Jahre später, am 30. Juni 1886.
Aus seiner 1846 geschlossenen Ehe mit Auguste Charlotte Engelhardt gingen sieben Kinder hervor.